# Kristijana Nuslajn-Volhard
Kristijana Nuslajn-Volhard  (rođena 20. oktobra 1942) je Nemački razvojni biolog, i dobitnik Nobelove nagrade za fiziologiju ili medicinu 1995 godine.
Nuslajn-Volhard je dobila doktorat 1974. godine na Univerzitetu Tibingenu, gde se bavila proučavanjem interakcija proteina i DNK. 1991. godine je dobila Albert Lakser nagradu za osnovna medicinka istrazivanja, i 1995. godine je dobila Nobelovu nagradu iz fiziologije ili medicine, zajedno sa Erikom Višhausom i Edvardom B. Luisom za njihovo istraživanje za genetičku kontrolu razvoja embriona. Trenutno živi u Bebenhauzenu, Nemačka.

## Rani zivot
Nuslajn-Volhard je rođena u Magdeburgu dvadesetog oktobra 1942 godine. Ima tri sestre i jednog brata. Otac joj je bio arhitekta, tako da je od malih nogu bila upoznata sa umetnošću, i samim tim bila naučena da gleda stvari na drugačiji način.

## Obrazovanje
Nuslajn-Volhard je obrazovanje završila u Nemačkoj. Doktorat je dobila 1974. godine na Univerzitetu Tibingenu za svoje istraživanje na protein-DNK interakcijama i za vezivanje RNK polimeraze u Ešerihija koli.

## Istraživanje
Eksperimenti, koji su omogućili Nuslajn-Volhard i Višhausu da dobiju Nobelovu nagradu, imali su za cilj da identifikuju gene koji su učestvovali u razvoju embriona Drosophila melanogaster (voćna mušica). U vremenu kada su oni vršili ove eksperimente (kasnijih 1970 i ranijih 1980 godina), malo toga se znalo o genetskim i molekularnim mehanizmima koji učestvuju u razvoju višećelijskog organizma iz jedne ćelije do morfološki složene forme tokom procesa embriogeneze.
Voćne mušice su već dugi niz godina jedan od najbitnijih organizama koji se koriste za genetička istraživanja, zbog njihove veličine i brzine reprodukcije, što ih čini relativno lakim za održavanje i posmatranje u laboratorijama.
Nusjaln-Volhard i Višehaus su izveli niz genetičkih testova kojima su identifikovali gene koji učestvuju u embriogenezi. Koristeći EMS, generisali su nasumične mutacije u voćnim mušicama. Neke od ovih mutacija su delovale na gene koji učestvuju u razvoju embriona. Nuslajn-Volhard i Višhaus su iskoristili segmentisanu formu larvi voćnih mušica kako bi objasnili mutacije koje su se desile. Kod larvi mušica koje nemaju nikakvu mutaciju, svaki segment proizvodi izraštaj na bokovima koji su najbliži glavenom regionu. Naučnici su posmatrali pod mikroskopom obrazac segmenata i izraštaja na svakom mutantu, i tako mogli da protumače koji geni su učestvovali u kojim procesima tokom razvića na osnovu njihovih različitih mutiranih fenotipova (kao što su: manji broj segmenata, varijacije u izraštajima na segmentima). Mnogi od ovih gena su dobili ime na osnovu izgleda mutirane larve, kao što su hedgehog, gurken ( na Nemačkom: krastavci) i Krüppel (invalid). Kasnije, naučnici su otkrili tačno koja mutacija je uticala na koji gen, i na taj način otkrili skup gena bitan za embriogenezu Drosophila. Naknadne studije ovih mutacija i njihovih interakcija je dovelo do bitnih novih otkrića o ranom razvoju Drosophila, pogotovu mehanizama koji predstavljaju osnovu za razvoj telesnih segmenata.
Ovi eksperimenti su postali čuveni po dosta metoda i opreme koje nisu bile poznate u to vreme, kao i zbog ogromne količine rada koji je trebalo uložiti u eksperimente, zbog nedostatka materijala, ali pre svega zbog značaja za druge organizme pored voćnih mušica. Kasnije je otkriveno  da mnogi od otkrivenih gena su homologi genima drugih vrsta. Pogotovu homeoboks gena koji su pronađeni kod svih metazoa, i uglavnom imaju ulogu u telesnoj segmentaciji.
Ovi pronalasci su doveli do bitnih shvatanja o evoluciji - na primer, protozomi i deuteromi su verovatno imali relativno dobro razvijenog zajedničkog pretka, sa dosta složenijim telesnim planom nego što se ranije mislilo. Osim toga, ovi eksperimenti su dosta povećali naše razumevanje regulacije transkripcije.

### Kasniji radovi
Od 1985. godine Nusjaln-Volhard je direktor Maks Plank Instituta za razvojnu biologiju u Tibingenu i rukovodi odsekom za genetiku. 1986. godine dobila je Godfrid Vilhelm Libnic nagradu Deutsche Forschungsgemeinschaft, što je najveće priznanje dodeljivano za istraživaje u Nemačkoj. Od 2001. je član Nationaler Ethikrat (Nacionalni odbor za etiku u Nemačkoj).
2004. godine Nuslajln-Volhard je izjavila da Kristijana Nuslajn-Volhard Fondacija ima za cilj da pomogne obećavajućim mladim naučnicama sa decom.

## Nagrade i priznanja
- 1986: Godfrid Volhelm Libnic nagrada Nemačke fondacije za istraživanja[11]
- 1986: Franc Vogt nagrada Univerziteta Gisen
- 1989: Član osnivač  Evropske akademije nauka i umetnosti[12]
- 1989: Dopisni član  Heidelberg akademije nauka[13]
- 1990: Dopisni član of Severne Rajna-Vestfalija akademije nauka i umetnosti
- 1990: Elected a Foreign Member of the Royal Society (ForMemRS) London[14][15][16]
- 1990: Član Nacionalne akademije nauka, Vašington[17]
- 1991: Član Nemačke akademije nauka Leopoldina[18]
- 1991: Albert Lasker nagrade za istraživanja na polju medicine[19]
- 1991: Počasni doktorat od Univerziteta Utreht[20]
- 1991: Počasni doktorat od Prinston Univerziteta[21]
- 1991: Kit R. Porter predavanje[22]
- 1992: Alfred P. Slon, Jr. nagrada[23]
- 1992: Lui-Žante nagrada za medicinu[24]
- 1992: Luiza Gros Horvic nagrada sa Univerziteta Kolumbija[25]
- 1992: Oto Varburg medalja Nemačkog društva za biohemiju i molekularnu biologiju[26]
- 1993: Počasni doktorat od Univerziteta Freiburg[27]
- 1993: Počasni doktorat od Univerziteta Harvard[28]
- 1993: Sir Hans Krebs medalja od Federacije Evropskog biohemijskog društva[29]
- 1993: Ernst Šering nagrada[30]
- 1994: Zaslužni krst Federativne republike Nemačke
- 1995: Nobelova nagrada za fiziologiju ili medicinu[31]
- 1996: Baden-Vurtemberg odlikovanje
- 1997: Odlikovanje za dostiguća postignua na polju nauke i umetnosti[32]
- 2001-2006: Član Nacionalnog saveta za etiku federativne vlade
- 2005: Počasi krst sa zvezdom i pojas Federativne republike Nemačke (Großes Verdienstkreuz mit Stern und Schulterband)[33]
- 2007: Nemački osnivač nagrada Federacije Nemačkih fondacija
- 2008: Profesor merkator, Univerziteta Duizburg-Esen
- 2009: Austrijsko odlikovanje za nauku i umetnost[34]
- 2011: Počasni doktorat  Univerziteta Sv. Andrus
- 2012: Počasni doktorat od Univerziteta Bat[35]
- 2013: Kancelar Pour le Mérite za nauku i umetnost
- 2014: Bavarian Maksimilijan orden za nauku i umetnost[36]
  - Član Francuske akademije nauka
  - Član Naučnog odbora Ingrid i Solms fondacije
  - Član Evropske organizacije za molekularnu biologiju[37]
  - Asteroid 15811 Nuslajn-olhard je dobio ime u njenu čast[38]

### Priznanja
Kristijana Nisjaln-Volhard je dobila priznanja od sledećh Univerziteta: Jejl, Harvard, Prinston, Rokfeler, Utreht, Univerzitet u Londonu, Oksford (juna 2005), Šefild, St Andrews (jun 2011), Minhen, Frajburg.